# Konekham Inthammavong
Konekham Inthammavong (Vienciana, 10 de julho de 1992), é um futebolista laociano que atua como volante. Atualmente, joga pelo Bank.

## Carreira
Aos 18 anos, ele fez sua estréia pelo Lao Banks FC, equipe que disputa a primeira divisão de Laos, aonde permanece até os dias de hoje.

## Seleção
No mesmo ano de sua estréia como profissional no clube, Konekham Inthammavong foi convocado pelo treinador David Booth para as eliminatórias do Campeonato da ASEAN de 2010.
Em 26 de outubro de 2010, ele marcou seu primeiro gol pelo time principal. O adversário era a Seleção de Timor Leste, em um jogo também válido pelas eliminatórias do Campeonato da ASEAN de 2010. Ele marcou um golaço ao driblar quatro adversários e chutar sutilmente de esquerda.
Konekham Inthammavong atuou também pela seleção nas Eliminatórias da Ásia para a Copa do Mundo FIFA de 2014. Ao todo foram 11 partidas disputadas e 2 gols marcados.